# Ophiodyscrita
Ophiodyscrita is een geslacht van slangsterren uit de familie Ophiodermatidae.

## Soorten
- Ophiodyscrita acosmeta H.L. Clark, 1938
- Ophiodyscrita instratus (Murakami, 1944)